# Tilaurakot
Tilaurakot  falu fejlesztési választmány Nepál déli részén, Lumbini zónában, Kapilvasztu körzetben. A történelmi Buddha 29 évet töltött itt az életéből. Az 1991-es nepáli népszámláláskor a lakossága 5684 fő volt, akik 944 külön háztartáshoz tartoztak.
Valószínűleg a sákja nép ősi városának, Kapilavasztunak fontos helyszíne volt. A Lumbini ligettől nyugatra található, amelyet hagyományosan Buddha szülőhelyének tekintenek.

## Története
A 19. századi régészeti kutatás az egykori Kapilavasztu helyszínén két szerzetes, Fa-hszien és Hszüan-cang, beszámolóira támaszkodtak. Mindkét kínai buddhista bhikkhu (szerzetes) korábban elzarándokolt a helyszínre. Néhány történész kutatásai alapján a Tilaurakot régészeti helyszín tekinthető Kapilavasztu történelmi helyszínének, míg mások szerint ez az Uttar Prades államban található Piprahva település kell, hogy legyen.